# Средња мјешовита школа „Данило Киш” у Будви
Средња мјешовита школа „Данило Киш” у Будви је јавна установа за образовање кадрова различитих профила. Школује кадрове III и IV степена стручне спреме. Сједиште школе је у Будви.
Површина школског објекта је 4592 м2. У Школи постоји рачунарска учионица са 24 рачунара, а рачунарима су опремљене и зборница, библиотека и канцеларије.
Школа носи име чувеног југословенског писца Данила Киша.

## Историјат
Средња мјешовита школа „Данило Киш” основана је 2. децембра 1978. године, на основу решења Републичког секретаријата за образовање. Школа је првобитно основана под називом Школски центар за средње образовање и васпитање.
Прије оснивања школе, од школске 1974/75. године, у Будви су радила издвојена одјељења Школског центра Тиват у којима су се школовали ученици туристичке струке.

## Образовни смјерови

### III степен
- Кувар
- Посластичар

### IV степен
- Гимназија
- Туристички техничар
- Економски техничар
- Ресторатер
- Гастроном

## Сарадња са привредом
Сарадња са привредом огледа се у реализацији практичне наставе и подршци коју школа добија од великог броја послодаваца - 
будванских хотела, ресторана и туристичких агенција.

## Ђачки парламент
У школи је активан Ђачки парламент који ради на побољшању положаја ученика школе. Циљ Ђачког парламента је укључивање ученика у бројне активности које се током године организују, као и упознавање са начином рада институције парламента.